# Brujevič
Brujevič (z različico Bonč-Brujevič) je priimek več oseb:
- Nikolaj Grigorjevič Brujevič (1896 - 1972 ali 87?), ruski sovjetski strojni inženir - teoretični mehanik, akademik in general
- Mihail Dimitrijevič Bonč-Brujevič (1870 - 1956) ruski in sovjetski general, inženir
- Vladimir Dimitrijevič Bonč-Brujevič (1873 - 1955), ruski sovjetski revolucionar in zgodovinar, pisatelj, osebni tajnik V. Lenina
- Aleksej Mihajlovič Bonč-Brujevič (1916 - 2006), ruski (sovjetski) fizik